# Antoinette Giroux
Antoinette Giroux (* 27. September 1899 in Montreal; † 8. Juli 1978 ebenda) war eine kanadische Schauspielerin.
Giroux studierte Schauspiel am Conservatoire Lassalle und debütierte 1914 als Jane Bertin in Rose Gervais’ Stück L’Intrigante. In den Folgejahren trat sie in Dramen, Operetten und Vaudevilles an allen frankophonen Bühnen Quebecs auf. Als Preisträgerin der Bourse d'études en art dramatique reiste sie 1923 nach Paris und setzte dort ihre Schauspielausbildung bei Denis d’Inès fort. Mit der Troupe de la Porte-Saint-Germain und dem Ensemble der Comédie-Française unternahm sie ausgedehnte Tourneen durch Europa. 1926 trat sie bei einem Gastspiel ersterer in Montreal in der Titelrolle von L’Aiglon auf, die Edmond Rostand für Sarah Bernhardt geschrieben hatte.
1930 kehrte sie nach Montreal zurück und schloss sich (bis 1933) der Theatertruppe von Fred Barry und Albert Duquesne an. 1940 schloss sie sich der Compagnie de Montréal an, später war sie am Théâtre du Rideau Vert engagiert. Seit der Gründung 1951 war sie dem Théâtre du Nouveau Monde verbunden, wo sie 1955 in Henry de Montherlants Stück Le Maître de Santiago auftrat. Daneben wirkte sie seit Ende der 1940er Jahre in Rundfunkproduktionen (Un homme et son péché , Les belles histoires des pais d’en haut) und Fernsehserien (14, rue des Galais, 1954–1957; Rue de Pignons, 1966–1977) mit. Antoinette Giroux ist die Schwester der Schauspielerin Germaine Giroux.